# The Inbetweeners
The Inbetweeners är en brittisk komediserie som började sändas i maj 2008 på den brittiska digital-TV-kanalen E4. Andra säsongen började sändas i april 2009 och den tredje säsongen i september 2010.
Termen "inbetweeners" refererar till huvudkaraktären Will och hans tre vänner (Simon, Jay och Neil) som varken tillhör de tuffaste och populäraste personerna i skolan eller nördarna. De är helt enkelt någonstans där emellan.
The Inbetweeners blev en stor succé för E4 och säsongsavslutningen av andra säsongen drog 1,2 miljoner tittare vilket var den högsta tittarsiffran under hela år 2009 för kanalen.
I Sverige sändes The Inbetweeners på TV4 Komedi.

## Handling
The Inbetweeners handlar om fyra tonåringar och deras vardag i en typisk förort till London. I centrum står Will, som i första avsnittet precis har lämnat sin privatskola eftersom hans far lämnat familjen vilket medfört ekonomiska problem. På den nya skolan, Rudge Park Comprehensive School, stöter han genast på problem. Will har tidigare haft en del problem med det sociala spelet, och har även blivit mobbad. Den här gången lyckas han ganska omgående stifta ny bekantskaper, en grupp om tre pojkar, Simon, Jay och Neil.

## Spinoffer

### Böcker
Två böcker har getts ut:
- The Inbetweeners Yearbook gavs ut av Century Books den 29 september 2011. ISBN 1846059275
- The Inbetweeners Scriptbook gavs ut av Century Books den 25 oktober 2012. ISBN 1780891059

### Filmer
Under september 2009 meddelade skaparna Damon Beesley och Iain Morris att Film4 hade gett klartecken för att producera en långfilm om Inbetweeners. Filmens handling baseras på när de fyra killarna, som nu fyllt arton år, ska på semester till Malia på den grekiska ön Kreta. Den hade biopremiär den 17 augusti 2011. Filmen släpptes även i USA den 7 september 2012, men fick ingen större framgång. Filmen hade en budget på 3,5 miljoner pund, och spelade in över 57 miljoner pund.
I början av augusti 2013 meddelade Beesley och Morris att en uppföljare skulle produceras, och ha premiär den 6 augusti 2014 i Storbritannien och Irland. Uppföljaren utspelas i Australien.

### Amerikansk version
Under 2008 blev Iain Morris och Damon Beesley ombedda av ABC att producera ett pilotavsnitt för en amerikansk version av The Inbetweeners. Pilotavsnittet nobbades senare av ABC.
Den 31 mars 2011 meddelades det att MTV beställt en säsong av den amerikanska versionen av serien, bestående av 12 avsnitt. Ett nytt pilotavsnitt, skrivet av Brad Copeland blev godkänt av MTV i september 2010. Copeland hade även rollen som exekutiv producent, tillsammans med Morris och Beesley under hela serien. Serien sändes endast under en säsong från den 20 augusti till den 5 november 2012, innan den lades ner av MTV på grund av låga tittarsiffror.
Den amerikanska versionen började sändas i Storbritannien den 5 december 2012 på E4. En DVD med den amerikanska versionen släppes i Storbritannien den 8 januari 2013.

### Fwends Reunited
Den 1 januari 2019 sände Channel 4 ett specialavsnitt, kallat 'Fwends Reunited', med Jimmy Carr som programledare. De fyra huvudrollsinnehavarna medverkade tillsammans med flera birollsinnehavare från serien. Titeln refererar till ett skämt i avsnittet Will Gets a Girlfriend. Specialavsnittet gjordes som en talkshow med flera olika programpunkter, bland annat en frågesport med fyra fans och en historia om seriens produktion. Avsnittet innehöll även prisutdelning till seriens bästa karaktärer och händelser. Specialavsnittet fick mestadels negativa mottaganden från kritiker och fans, då de misstagit avsnittet för att vara en fortsättning på serien. Den negativa kritiken ledde till att skådespelaren James Buckey, som spelar Jay i serien, bad om ursäkt via Twitter.

## Karaktärer
- Will McKenzie - Simon Bird
- Simon Cooper - Joe Thomas
- Jay Cartwright - James Buckley
- Neil Sutherland - Blake Harrison

## Galleri

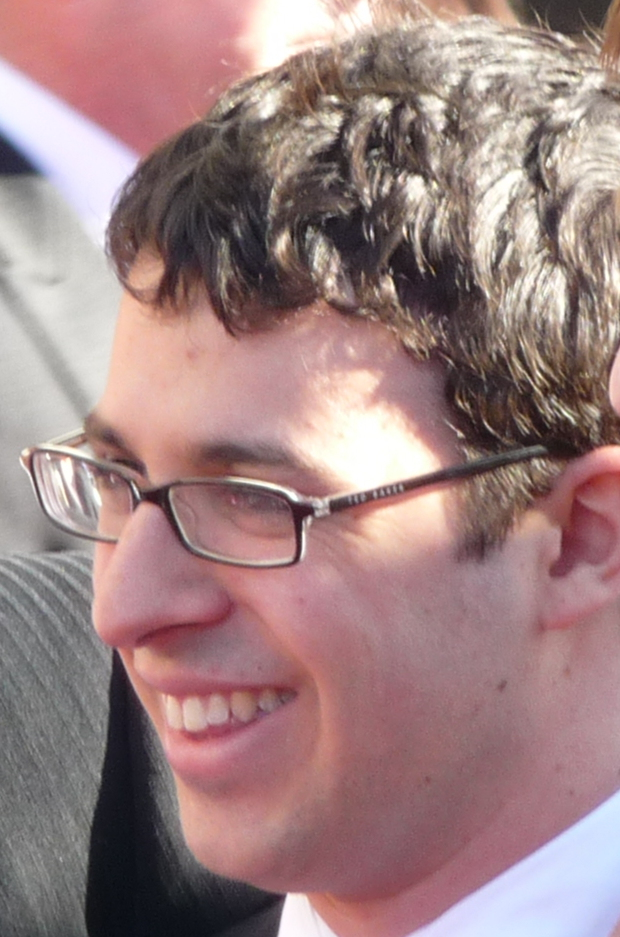
Will McKenzie spelas av Simon Bird
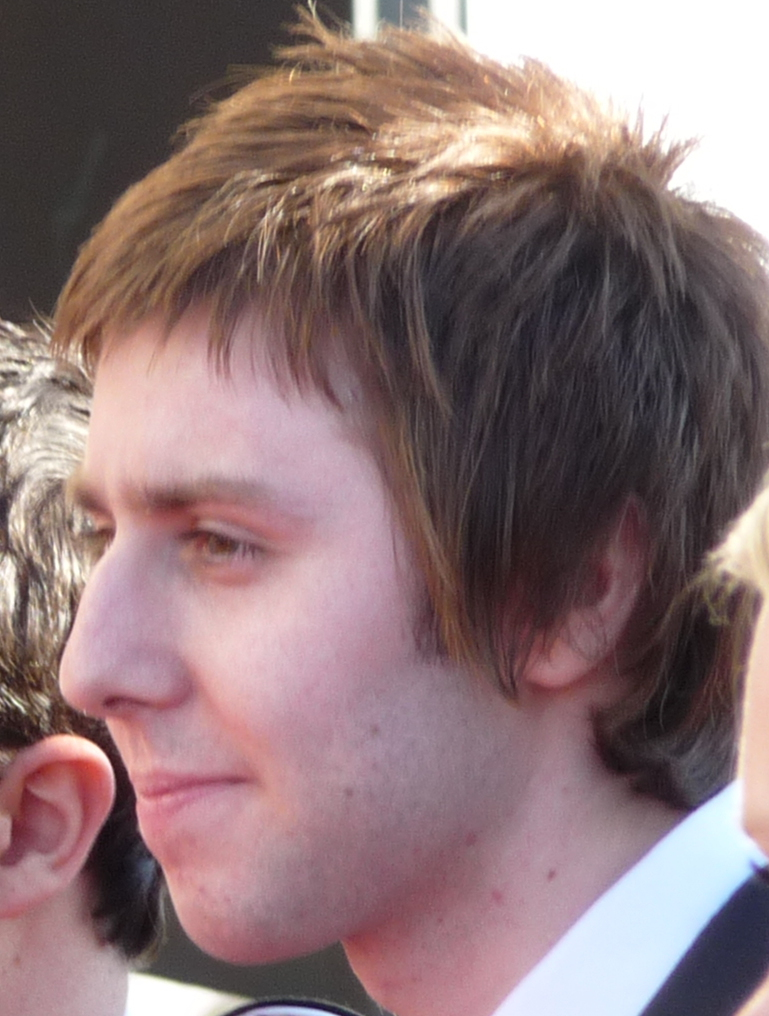
Jay Cartwright spelas av James Buckley
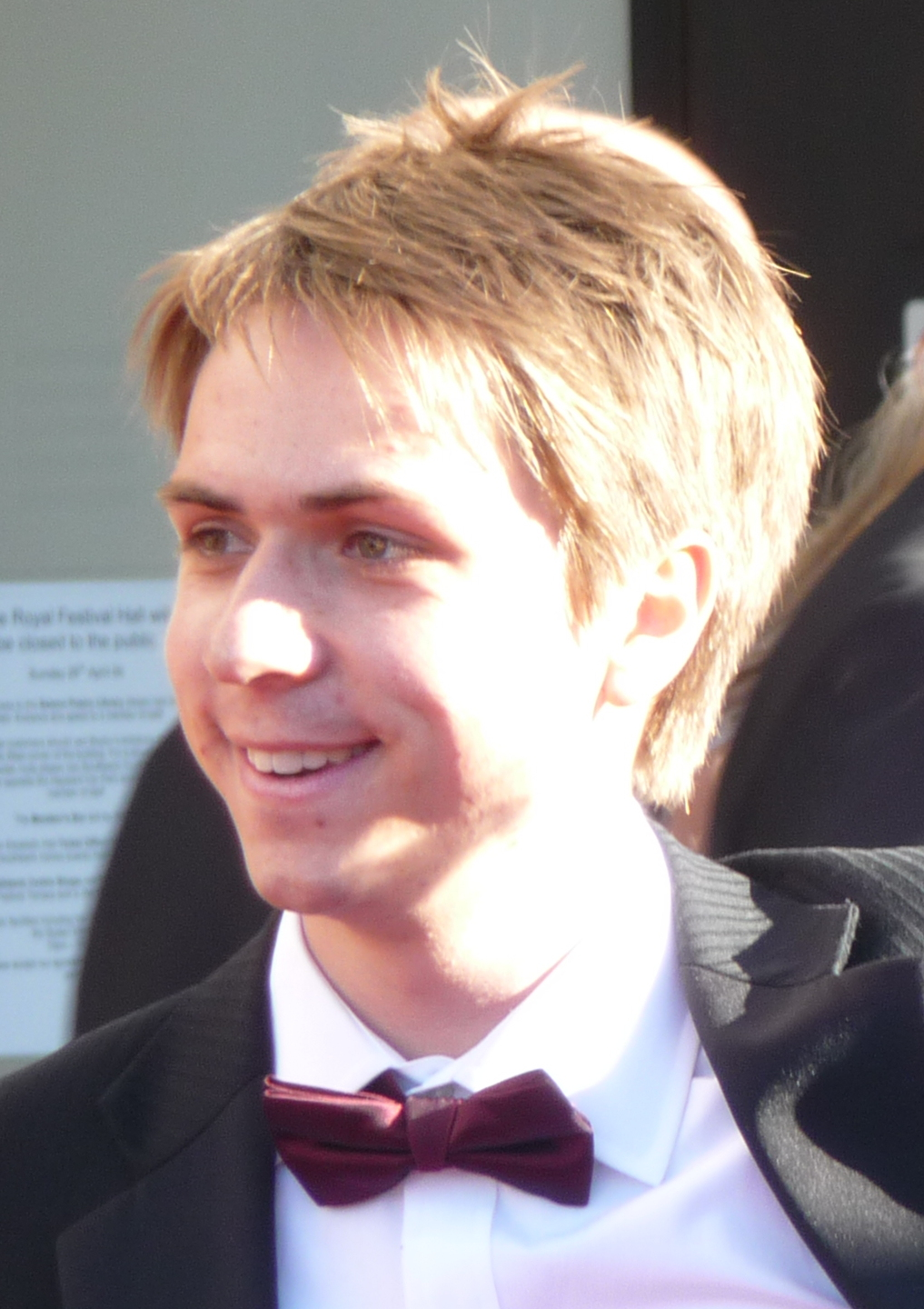
Simon Cooper spelas av Joe Thomas
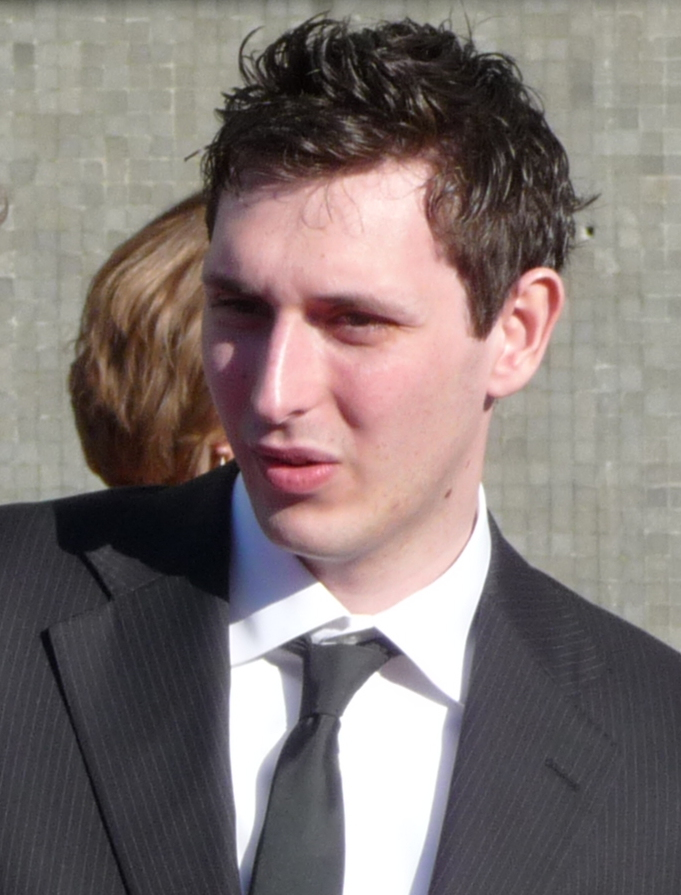
Neil Sutherland spelas av Blake Harrison